# Eva Perón

Eva Duarte de Perón, genannt Evita (1950)

Eva Peróns Unterschrift

María Eva Duarte de Perón (auch Eva Duarte, Evita genannt; * 7. Mai 1919 in Los Toldos; † 26. Juli 1952 in Buenos Aires) war Schauspielerin, Radiomoderatorin, die Primera Dama („First Lady“) Argentiniens, als „Presidenta“ sozial engagiert und die zweite Frau des Präsidenten Juan Perón.

## Zur Person
Eva Duarte wurde als eines von fünf unehelichen, aber vom Vater anerkannten Kindern von Juana Ibarguren (1894–1971) und dem Großgrundbesitzer Juan Duarte (1872–1926) geboren und wuchs in der Nähe von Junín in Argentinien auf. Als sie drei Jahre alt war, verließ ihr Vater die Region, und die Mutter blieb mit den Kindern allein zurück. Im Alter von 15 Jahren ging Eva nach Buenos Aires. Hier war sie zunächst als Mannequin tätig. Ab 1938 wurde sie als Filmschauspielerin und Radiomoderatorin einer breiteren Öffentlichkeit bekannt. Am 20. Mai 1939 erschien sie erstmals auf der Titelseite einer Zeitschrift, am 3. August 1943 wurde sie Sprecherin des argentinischen Radioverbands. Popularität erlangte sie als Interpretin berühmter Frauenfiguren der Geschichte in einer Hörfunkreihe.
Eva traf Juan Perón erstmals auf einer Wohltätigkeitsveranstaltung nach einem Erdbeben in San Juan im Jahr 1944, an der Perón in seiner Funktion als Arbeitsminister teilnahm. Als am Tisch ein Platz an seiner Seite frei wurde, nahm Eva diesen kurzerhand ein. Perón wurde auf sie aufmerksam und im Folgenden entwickelte sich ein Verhältnis zwischen beiden. Am 13. Oktober 1945 wurde Perón, der bei der Arbeiterschaft beliebt war, auf Geheiß des Militärs seines Amtes enthoben und auf eine Gefängnisinsel verbracht. Dagegen richteten sich Massenstreiks und Demonstrationen. Im Radio forderte Eva Peróns Freilassung und sprach auf Kundgebungen zu seinen Gunsten. Auch am „Marsch der Descamisados“ auf das Regierungsgebäude und der Ausrufung eines Generalstreiks soll sie beteiligt gewesen sein. Ob sie dabei tatsächlich die herausragende Rolle spielte, die ihr später nachgesagt wurde, ist umstritten. Jedenfalls wurde Perón aufgrund des öffentlichen Protests am 17. Oktober 1945 freigelassen.
Eva und Juan Perón heirateten am 20. Dezember 1945 kirchlich in La Plata. Von da an nannte sie sich María Eva Duarte de Perón. Das Paar blieb kinderlos.
Im Wahlkampf des Jahres 1946 um das Amt des Staatspräsidenten unterstützte Eva Perón ihren Mann nach Kräften. In ihrer wöchentlichen Radiosendung Für eine bessere Zukunft rief sie die Armen auf, Perón bei den Wahlen ihre Stimme zu geben. Immer wieder betonte sie ihre eigene Herkunft aus einfachen Verhältnissen und gab den Menschen das Gefühl, dass sie eine von ihnen sei.

## Rolle in der Politik

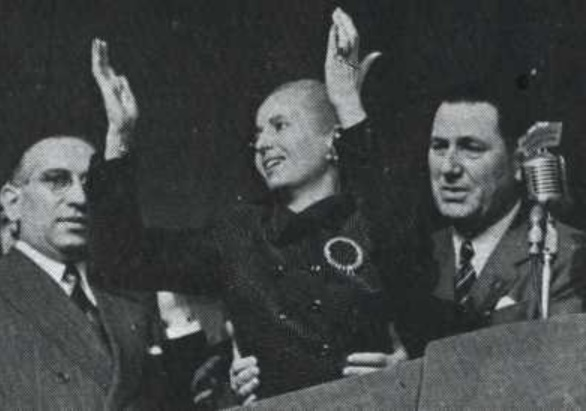
Eva und Juan Perón bei einer Veranstaltung am 1. Mai 1952

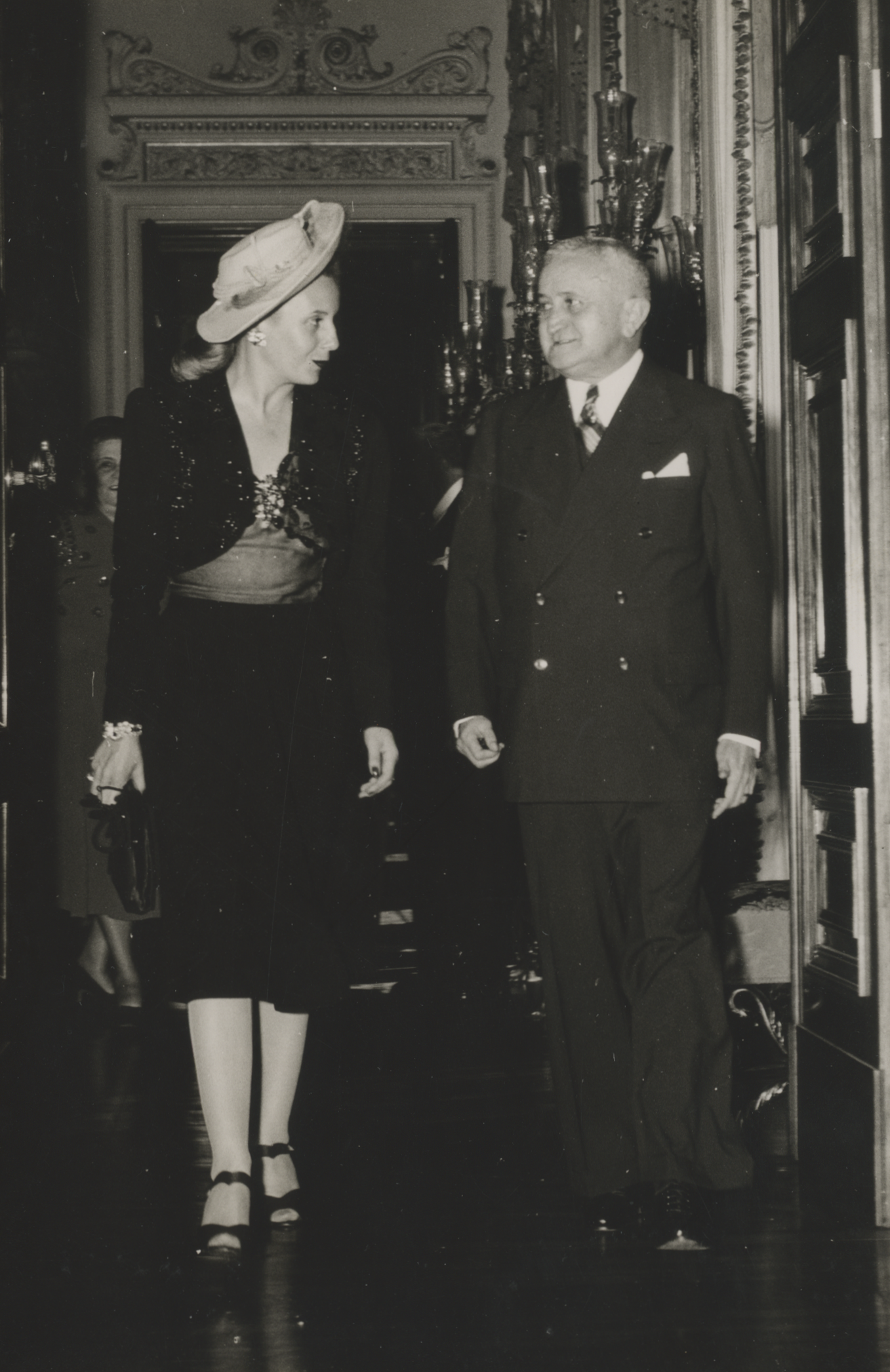
Eva Perón mit dem brasilianischen Präsidenten Eurico Gaspar Dutra in Rio de Janeiro (1947), Nationalarchiv von Brasilien

Nachdem Juan Perón am 24. Februar 1946 zum Präsidenten Argentiniens gewählt worden war, verstärkte Eva Perón ihr soziales Engagement für die Descamisados und wurde deren Idol. Sie organisierte Wohltätigkeitskampagnen, setzte sich für die Aufnahme von Sozialprogrammen und die Zurückdrängung des Einflusses der Großgrundbesitzer auf die Politik ein. Durch ihr Redetalent und ihr Gespür für die Stimmung im einfachen Volk verstand sie es, die Politik ihres Mannes den unteren Schichten verständlich zu machen. Mit ihrer Unterstützung wurde am 11. September 1947 auch eine Gesetzesvorlage ins Parlament eingebracht, die die Rechte der Frauen in Argentinien erweiterte. Ab Herbst 1947 war Eva Perón im Arbeitsministerium tätig.
Während die unteren Schichten „Evita“ rückhaltlos verehrten, wurde sie von den Eliten des Landes verabscheut. Diese lehnten sie ab, teils wegen ihrer ärmlichen Herkunft, teils aus moralischem Vorbehalt wegen ihres früheren promisken Lebenswandels. Vertreter des Militärs meinten, sie spiele als Frau eine zu aktive Rolle in der argentinischen Politik – zu einer Zeit, in der die Frauen noch nicht wählen durften. Dennoch erarbeitete sich Eva Perón in kurzer Zeit eine Machtposition. Ursula Prutsch schreibt diesbezüglich: „Evita war nicht gebildet, aber schlau. Sie hatte eine rasche Auffassungsgabe und eine strategische Intelligenz. Bald war sie eine Mitwisserin von Intrigen, die ihr schaden, und Möglichkeiten, die ihr nützen konnten. Dieses Wissen verlieh ihr Macht.“
Vom 6. Juni bis 23. August 1947 gingen Juan und Eva Perón auf ihre medienwirksame „Gira del arco iris“ (Regenbogentour) durch Europa, auf der sie eine Reihe von Staatsoberhäuptern trafen, darunter Francisco Franco und Papst Pius XII. In der Schweiz wurde Eva Perón vom Außenminister empfangen und dinierte mit dem Bundespräsidenten im Von-Wattenwyl-Haus. Das Ziel Juan und Eva Peróns war es, für Argentinien und sein Regime international zu werben. Manche im Ausland hielten es für faschistisch, andere betrachteten es als subtropische Form der europäischen Arbeiterbewegung; die Peronisten selbst sahen ihre Politik als dritten Weg zwischen Kommunismus und Kapitalismus. Juan Perón hatte sich als junger Mann in Italien von Mussolini beeindrucken lassen und gehörte zu den Argentiniern, die in den 1930er Jahren und dem Zweiten Weltkrieg mit dem nationalsozialistischen Deutschland sympathisiert hatten. Das Präsidentenpaar zählte ehemalige Nationalsozialisten sowie noch offen als solche auftretende Personen zu seinem Bekanntenkreis; daher sollen US-amerikanische und britische Geheimdienste und Politiker vermutet haben, dass es bei der Flucht nationalsozialistischer Straftäter nach Südamerika begünstigend mitgewirkt habe.
Am 19. Juni 1948 gründete Eva Perón eine nach ihr benannte Stiftung für Sozialhilfe, die Fundación de Ayuda Social Eva Duarte de Perón. Diese setzte sich für die Errichtung von Altenheimen, Waisenhäusern, Krankenstationen und weiterer dringend benötigter Institutionen ein und verteilte Geschenke an Arme und Bedürftige. Da sich Eva Perón nicht scheute, Kranke zu berühren und Aussätzige zu küssen, und diese Bilder von den Medien verbreitet wurden, entstand das Bild einer Heiligen, „Santa Evita“. Durch ihre Stiftung war Perón eine einflussreiche Akteurin der argentinischen Politik, die gleichwohl nie ein politisches Amt bekleidete. Von 1948 an erweiterte sich ihr Aktionsradius durch die Gründung und Finanzierung von Unterorganisationen und Niederlassungen der Stiftung in den Regionen des Landes. Auch im Ausland bemühte sich Perón, helfend und unterstützend zu wirken. So war sie im September 1949 an einer Hilfskampagne für die Opfer eines Erdbebens in Ecuador beteiligt.

### Einfluss auf die Frauenpolitik

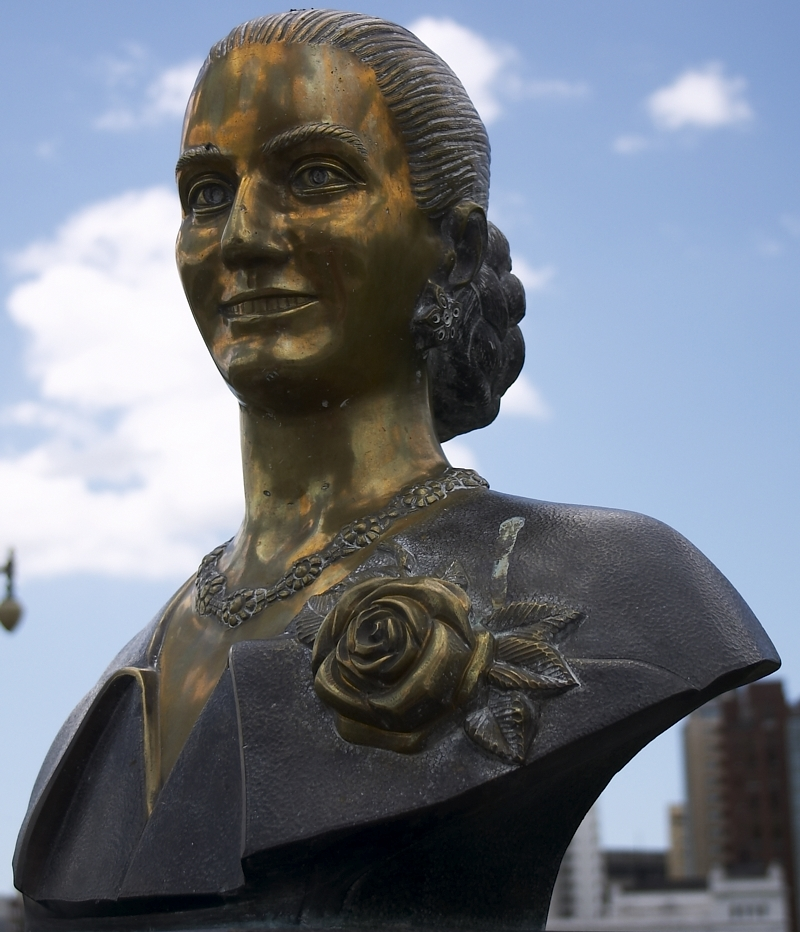
Büste von Eva Perón in La Plata

Als erste an der Staatsspitze eines lateinamerikanischen Landes wirkende Frau nahm Eva Perón Einfluss auf die Entwicklung der gesellschaftlichen Rolle ihrer Geschlechtsgenossinnen. In Radioansprachen über das Frauenwahlrecht und andere Themen, die die Stellung der Frau betreffen, erwies sie sich im Jahr 1947 als Sprachrohr der Frauenorganisation der Peronistischen Partei. Mit großem Widerhall wurde auch ihre auf der Plaza de Mayo in Buenos Aires gehaltene Rede aufgenommen.
Im Unterhaus des argentinischen Parlaments war am 17. September 1932 ein Gesetz beschlossen worden, das Frauen über 18 Jahren unabhängig davon, ob sie Analphabetinnen waren oder nicht, das Wahlrecht verlieh. Doch hatte das konservative Oberhaus (Senat) das Gesetz zurückgewiesen, sodass es nicht in Kraft treten konnte. Als Juan Perón im Februar 1946 zum Präsidenten gewählt wurde, leitete er ein erneutes  Gesetzgebungsverfahren ein, das Frauen das Wahlrecht verschaffen sollte. Konservative blockierten das Vorhaben abermals, indem sie die Abstimmung immer wieder verzögerten. Daraufhin begab sich Eva Perón mit zahlreichen Unterstützerinnen zum Kongressgebäude und erklärte, dort ausharren zu wollen, bis das Gesetz verabschiedet sei. Das Gesetz wurde beschlossen, und alle argentinischen Frauen besaßen vom September 1947 an das aktive und passive Wahlrecht, nachdem es die Bürgerinnen einiger Provinzen schon früher erhalten hatten. Durch solche Aktivitäten, ihr politisches Engagement und ihre Ausstrahlung, wurde Eva Perón zu einer auch in der breiten Öffentlichkeit Argentiniens anerkannten Persönlichkeit.
1949 war sie eine der Gründerinnen der peronistischen Frauenpartei, in der sich Frauen in Verbindung mit der Eva-Perón-Stiftung und unter ihrer Leitung politisch und sozial engagieren konnten. Bei der Präsidentschaftswahl 1951 übten zum ersten Mal in der Geschichte Argentiniens Frauen ihr Wahlrecht aus.
Am 9. Januar 1950 erlitt Eva Perón während einer öffentlichen Veranstaltung einen Zusammenbruch. Bei der anschließenden ärztlichen Untersuchung wurde bei ihr Gebärmutterkrebs diagnostiziert. Trotzdem nahm sie am 27. Januar ihre Arbeit wieder auf. Am 1. Mai 1950 hielt sie eine vielbeachtete Rede, in der sie von einer „Brücke der Liebe“ zwischen Juan Perón und dem argentinischen Volk sprach. Für die Präsidentschaftswahlen im Herbst 1951 kündigte er im Februar dieses Jahres seine Kandidatur an und schlug zugleich seine Frau als Vize-Präsidentin vor. Dies verärgerte führende Personen in der Armee, und unter dem politischen Druck, den ihr Widerstand erzeugte, sowie in Anbetracht der Erkrankung seiner Frau zog Juan Perón deren Nominierung zurück. Als in den Sommermonaten des Jahres 1951 Putschpläne militärischer Zirkel um General Mario Benjamin Menéndez bekannt wurden, prangerte Eva Perón den versuchten Umsturz am 31. August 1951 in einer Hörfunkansprache öffentlich an. Damit trug sie dazu bei, dass unter dem Druck der Perón verehrenden Öffentlichkeit die Putschisten ihr Anliegen aufgaben. Für ihr Handeln wurde sie am 17. Oktober 1951 mit der Juan-Perón-Medaille ausgezeichnet, aus diesem Anlass hielt sie eine Rede vom Balkon des Präsidentenpalastes. Drei Wochen später, am 6. November 1951, musste sie sich einer Krebsoperation unterziehen.
Im November 1951 erfolgte die Wiederwahl Peróns. An seinem Erfolg hatte Eva Perón entscheidend mitgewirkt. Im politischen Leben Lateinamerikas haben die Figur und der Mythos Eva Peróns über Argentinien hinaus langfristig zu einem kulturellen Wandel geführt. Auf der einen Seite wurde der Öffentlichkeit ebenso wie den Machthabern demonstriert, welch große Relevanz die Volksmassen einschließlich der Frauen besitzen, wenn sie sich ihrer Rechte bewusst und diese auszuüben bereit sind. Das zeigte sich in späteren Jahren bei politischen Auseinandersetzungen in Chile, Nicaragua, El Salvador und abermals in Argentinien selbst. Auf der anderen Seite führte diese Erkenntnis dazu, dass Präsidenten und Präsidentschaftskandidaten ihre Ehefrauen in ihrer Selbstdarstellung instrumentalisierten, um den Eindruck sozialer Integrität zu stärken. Ihren letzten öffentlichen Auftritt hatte Eva Perón am 4. Juni 1952 bei der Vereidigung ihres Mannes für seine zweite Amtszeit als Präsident.

## Tod

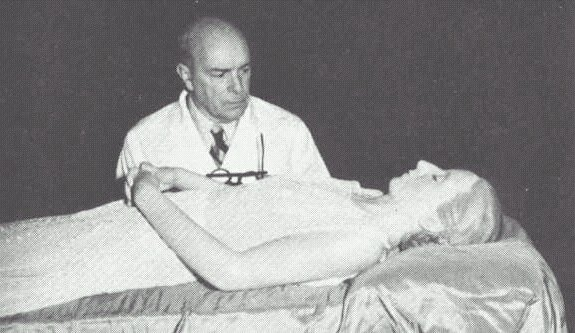
Der spanische Pathologe Pedro Ara mit dem einbalsamierten Leichnam Eva Peróns

Gedenktafel am Grab von Evita Perón

Eva Perón starb im Alter von 33 Jahren an Gebärmutterhalskrebs. Etwa ein halbes Jahr vorher war der deutsche Gynäkologe Hans Hinselmann nach Argentinien eingeflogen worden, der Entwickler der Kolposkopie, mit der erstmals die Früherkennung von Gebärmutterhalskrebs ermöglicht wurde. Am 24. Juli 1952 kamen zwei weitere Fachleute aus Deutschland hinzu: Paul Uhlenbruck aus Köln, ein Herz- und Kreislaufspezialist, und Heinrich Kalk aus Kassel, ein Leberspezialist. Wenige Wochen vor Eva Peróns Tod wurde eine Lobotomie zur Schmerzbekämpfung und gegen allgemeine Angst und Unruhe der Patientin durchgeführt.
Am 26. Juli 1952 starb Eva Perón, ihr Körper wurde einbalsamiert. Der Sarg mit einem Deckel aus Glas wurde im Kongressgebäude aufgebahrt und zur Schau gestellt. Nach dem Sturz Peróns im Jahr 1955 verschwand die Leiche für 17 Jahre aus der Öffentlichkeit, da die neuen Machthaber die Erinnerung an sie und ihren Mann bekämpften. Der Leichnam wurde 1957 heimlich nach Mailand geflogen und unter dem Namen Maria Maggi de Magistris auf dem Cimitero Monumentale bestattet. Im September 1971 wurde er nach Madrid gebracht, wo Juan Perón im Exil lebte. Im Jahr 1974 ließ Isabel, die dritte Ehefrau des ab 1973 erneut amtierenden und am 1. Juli 1974 verstorbenen Perón, den Leichnam nach Südamerika überführen. Evas Leichnam wurde ebenso wie Juan Peróns in einer Krypta auf dem Gelände der Präsidentenresidenz in Olivos (Buenos Aires) aufbewahrt, um sie später in dem noch im Bau befindlichen Mausoleum Altar de la Patria unterzubringen. Nach der Machtübernahme des Militärs im Frühjahr 1976 wurden die Pläne  aufgegeben, und am 22. Oktober 1976 erfolgte die Beisetzung Eva Peróns im Familiengrab der Duartes auf dem Friedhof La Recoleta in Buenos Aires. Noch heute pilgern Menschen an den Ort ihrer letzten Ruhestätte. Insbesondere am Muttertag kommen viele zu dem Grab, beten und legen Blumen nieder.
In der Familiengruft der Duartes stehen zwei Särge, doch in keinem liegt Eva Perón. Sie liegt einbalsamiert in sechs Metern Tiefe. Der Weg dorthin ist mit einer Stahlplatte verschlossen, denn man ging bei der Grablegung davon aus, dass der Leichnam abermals entführt werden könnte, und entschied sich daher für diese Vorsichtsmaßnahme.

## Personenkult
Eva Perón wurde der Mittelpunkt eines besonderen Personenkults: Ihr Bild und ihr Name tauchten überall auf. Trotz ihrer politischen Macht achtete sie immer darauf, die Rolle ihres Ehemannes nicht zu beeinträchtigen. Obwohl sie eine gewisse Kontrolle über die Angelegenheiten des Präsidenten hatte, war sie immer bestrebt, ihre Handlungen als durch die Weisheit Peróns „inspiriert“ und „ermutigt“ zu begründen. Auch heute noch ist für viele Argentinier, Männer wie Frauen, Evita eine der größten Wohltäterinnen der Nation. 1955, nach dem Sturz Juan Peróns, wurde von Antiperonisten auch ein Mythos der Hure und Domina Eva Perón geprägt. Sie zeichneten das Bild einer kalten, machtgierigen Frau, die Wohltätigkeit als Show betrieben habe.

## Rezeption
Das deutsch-amerikanisch-jugoslawische Filmdrama Little Mother (1973, dt. Verleihtitel: Sie nannten sie kleine Mutter) von Radley Metzger mit Christiane Krüger als ehrgeizig-skrupellose Politaufsteigerin und Siegfried Rauch als ihr diktatorischer Präsidentengatte in den Hauptrollen orientiert sich vage an Leben und Schicksal von Eva Perón.

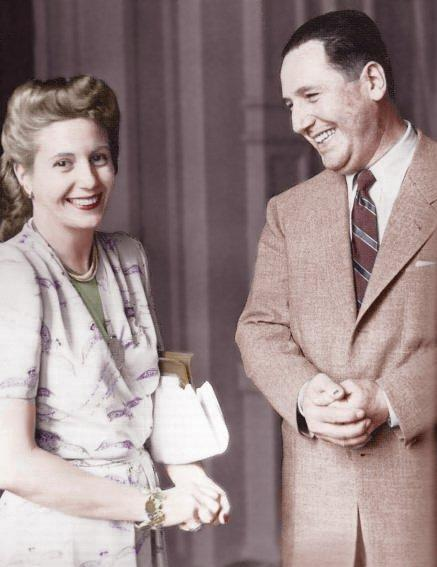
Evita und Juan Perón, 1950

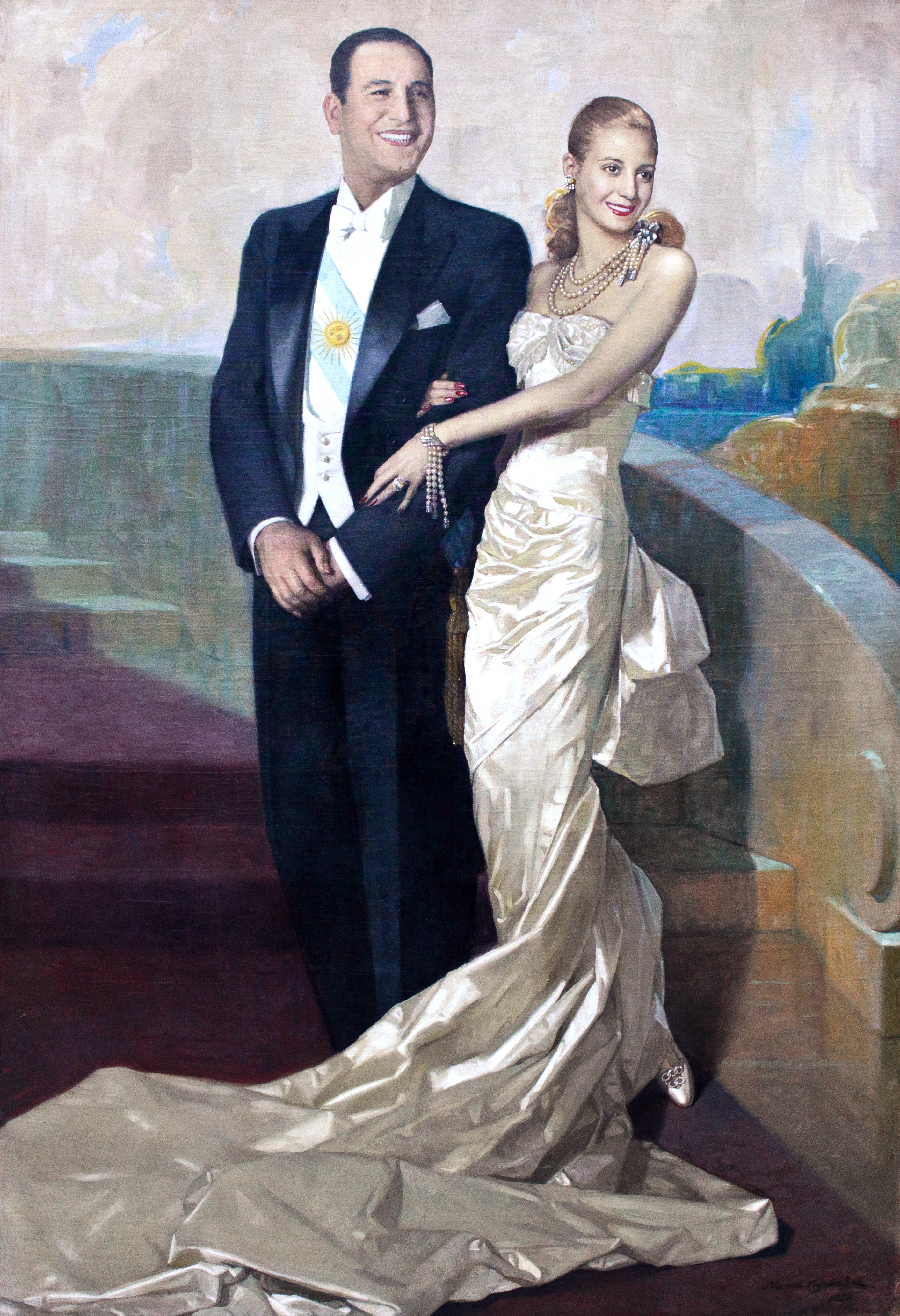
Offizielles Porträt von Juan Domingo Perón und Evita von Numa Ayrinhac, 1948. Perón ist der bisher einzige Präsident Argentiniens, der sich mit seiner Frau zusammen abbilden ließ.

Das Leben von Evita Perón und ihr Eintreten für die Belange des argentinischen Volkes regten den Komponisten Andrew Lloyd Webber an, ein Musical zu kreieren. Im Jahr 1974 begannen er und Tim Rice, sich mit dem Stoff und seiner Darstellung intensiv zu befassen. Das Musical Evita über das Leben von Eva Perón wurde am 21. Juni 1978 in London am Prince Edward Theatre uraufgeführt. Viele der Lieder daraus wurden von der argentinischen Bevölkerung mit Begeisterung aufgenommen; das davon auch international bekannteste ist Don’t Cry for Me Argentina. Das Musical wurde später von Alan Parker mit Madonna in der Hauptrolle verfilmt.
Als TV-Drama wurde ihre Geschichte von NBC unter dem Titel Evita Perón (1981) mit Faye Dunaway in der Titelrolle verfilmt.
Der spanische TV-Zweiteiler (2012) des Regisseurs Agustí Villaronga Brief an Evita (im Original Carta a Evita) thematisiert vor dem Hintergrund des Besuchs von Spanien durch Evita Perón im Jahr 1947 vor allem Werte wie Empathie für Arme und Zivilcourage. Julieta Cardinali verkörperte Evita Perón, weitere Rollen wurden u. a. mit Ana Torrent (Carmen Polo, die Ehefrau Francos), Nora Navas (Juana Doña, eine Widerständlerin), Carmen Maura (Paca, Mutter der Juana Doña), Jesús Castejón (Franco), Héctor Colomé (Perón) besetzt.
Ein weiterer Film über Evita erschien Ende 2015, inszeniert vom argentinischen Regisseur Pablo Agüero, unter dem Originaltitel Eva no duerme (zu deutsch: Eva schläft nicht). Er handelt hauptsächlich von der 17 Jahre dauernden Reise des Leichnams sowie dem Totenkult um Evita.
2022 erschien eine in Argentinien produzierte Serie über Evitas Leichnam mit dem Titel Santa Evita.